# Схолари
Схолари или Сарай (на гръцки: Σχολάρι, катаревуса, Σχολάριον, Схоларион, до 1927 Σαράι, Сарай) е село в Гърция, част от дем Бешичко езеро (Волви) в област Централна Македония с 631 жители (2001).

## География
Схолари е разположено между Лъгадинското и Бешичкото езеро.

## История

### В Османската империя
В XIX век Сарай е турско село в Лъгадинска каза на Османската империя. В „Етнография на вилаетите Адрианопол, Монастир и Салоника“, издадена в Константинопол в 1878 година и отразяваща статистиката на населението от 1873 година, Сериал (Serial) е показано като село с 200 домакинства и 603 жители мюсюлмани. Към 1900 година според статистиката на Васил Кънчов („Македония. Етнография и статистика“) в Сарай живеят 250 жители турци.

### В Гърция
След Междусъюзническата война в 1913 година Сарай попада в Гърция. В 1913 година селото (Σαράι) има 97 жители.
През 20-те години турското население на селото се изселва и на негово място са настанени гърци бежанци. Според преброяването от 1928 година Сарай е чисто бежанско село с 95 бежански семейства, с 380 души.
В 1927 година селото е прекръстено на Схолари.